# FLOWER & FLOWER 〜はなとはな〜
「FLOWER & FLOWER 〜はなとはな〜」（フラワー・アンド・フラワー はなとはな）は、The KIX-Sのシングル。1997年4月23日に、RCAアリオラジャパンから発売された。

## 背景
『KIX-S』から『The KIX-S』に改名後初となるシングルで、RCAアリオラジャパンに移籍後の作品である。
表題曲は、フジテレビ系『木曜の怪談 '97』オープニングテーマに使用された。

## 収録曲
| 全作詞: 浜口司。 |                                                   |           |            |            |      |
| #                | タイトル                                          | 作詞      | 作曲       | 編曲       | 時間 |
| 1.               | 「FLOWER & FLOWER 〜はなとはな〜」                | 浜口司    | 井上慎二郎 | 土橋安騎夫 | 4:16 |
| 2.               | 「愛だから…」                                     | 浜口司    | 安宅美春   | 高橋圭一   | 5:00 |
| 3.               | 「FLOWER & FLOWER 〜はなとはな〜」(BACKING TRACK) | 浜口司    |            |            | 4:16 |
| 合計時間:        | 合計時間:                                         | 合計時間: | 合計時間:  | 13:32      |      |

## 参加ミュージシャン
- 浜口司 - ボーカル
- 安宅美春 - ギター